# Fundamentalna teorema računa
Fundamentalna teorema računa je teorema koja povezuje koncept diferenciranja funkcije sa konceptom integriranja funkcija.
Prvi deo teoreme, koji se ponekad naziva prvom fundamentalnom teoremom računa, navodi da se jedan od antiderivata (koji se takođe naziva neodređeni integral), i.e. F, neke funkcije f može dobiti kao integral od f sa promenljivom granicom integracije. To podrazumeva postojanje antiderivata za kontinuirane funkcije.
Nasuprotno tome, drugi deo teoreme, koji se ponekad naziva i drugom fundamentalnom teoremom računa, navodi da se integral funkcije f na nekom intervalu može izračunati korišćenjem bilo kojeg, i.e. F, od beskonačno velikog broja antiderivata. Ovaj deo teoreme ima ključne praktične primene, jer se eksplicitnim pronalaženjem antiderivativa funkcije simboličkom integracijom izbegava numerička integracija za računanje integrala. To generalno daje bolju numeričku tačnost.

## Istorija
Fundamentalna teorema računa povezuje diferencijaciju i integraciju, pokazujući da su ove dve operacije u suštini inverzne jedna drugoj. Pre otkrića ove teoreme nije bilo poznato da su ove dve operacije povezane. Drevni grčki matematičari znali su kako da izračunaju površinu pomoću infinitezimala, operacije koja bi se sada nazivala integracijom. Poreklo diferencijacije takođe je prethodilo fundamentalnoj teoremi računa stotinama godina; na primer, u četrnaestom veku, Oksfordski kalkulatori i drugi učenjaci proučavali su koncepte kontinuiteta funkcija i kretanja. Istorijska relevantnost fundamentalne teoreme računa nije sposobnost izračunavanja ovih operacija, već spoznaja da su dve naizgled različite operacije (izračunavanje geometrijskih područja i izračunavanje brzina) u stvari usko povezane.
Prvu objavljenu izjavu i dokaz rudimentarnog oblika fundamentalne teoreme, snažno geometrijskog karaktera, dao je Džejms Gregori (1638–1675). Ajzak Barou (1630–1677) dokazao je opštiju verziju teoreme, dok je njegov učenik Isak Njutn (1642–1727) dovršio razvoj okolne matematičke teorije. Gotfrid Lajbnic (1646–1716) sistematizovao je znanje u proračun za beskonačno male količine i uveo notaciju koja se danas koristi.

## Geometrijsko značenje
Za kontinuiranu funkciju y = f(x) čiji je graf prikazan kao kriva, svaka vrednost x ima odgovarajuću površinsku funkciju A(x), koja predstavlja područje ispod krive između 0 i x. Funkcija A(x) možda nije poznata, ali je poznato da predstavlja područje ispod krive.
Područje ispod krive između x i x + h može se izračunati pronalaženjem područja između 0 i x + h, i zatim oduzimanjem područja između 0 i x. Drugim rečima, površina ove „trake” bila bi A(x + h) − A(x).
Postoji još jedan način da se proceni površina iste trake. Kao što je prikazano na priloženoj slici, h se množi sa f(x) da bi se pronašlo područje pravougaonika koje je približno iste veličine kao i ova traka. Tako da je:
{\displaystyle A(x+h)-A(x)\approx f(x)\cdot h}
Zapravo, ova procena postaje savršena jednakost ako se doda crveni deo područja „viška” prikazanog na dijagramu. Tako da je:
{\displaystyle A(x+h)-A(x)=f(x)\cdot h+({\text{crveni višak}})}
Usklađujući članove dobija se:
{\displaystyle f(x)={\frac {A(x+h)-A(x)}{h}}-{\frac {\text{crveni višak}}{h}}}.
Kako se h približava 0 u limitu, može se pokazati da poslednja frakcija ide u nulu. To je tačno jer je površina crvenog dela područja viška manja ili jednaka od površine malog crno-obrubljenog pravougaonika. Preciznije,
{\displaystyle \left|f(x)-{\frac {A(x+h)-A(x)}{h}}\right|={\frac {|{\text{crveni višak}}|}{h}}\leq {\frac {h(f(x+h_{1})-f(x+h_{2}))}{h}}=f(x+h_{1})-f(x+h_{2}),}
gde su {\displaystyle x+h_{1}} i {\displaystyle x+h_{2}} tačke gde f doseže svoj maksimum i svoj minimum, respektivno, na intervalu [x, x + h].
Usled kontinuiteta f, kasniji izraz teži nuli kad h to čini. Stoga se leva strana teži nuli kao i h, iz čega sledi
{\displaystyle f(x)=\lim _{h\to 0}{\frac {A(x+h)-A(x)}{h}}.}
Ovo podrazumeva f(x) = A′(x). Odnosno, derivat područja funkcije A(x) postoji i izvorna je funkcija f(x); te je funkcija područja jednostavno antiderivat originalne funkcije. Računanje derivata funkcije i „pronalaženje područja” ispod njene krive su „suprotne” operacije. To je srž fundamentalne teoreme računa.

## Fizička intuicija
Intuitivno, osnovna teorema kaže da su integracija i diferencijacija u suštini inverzne operacije koje preokreću jedna drugu.
Druga fundamentalna teorema navodi da se zbir infinitezimalano malih promena u količini tokom vremena (integral izvoda količine) dodaje do neto promene količine. Da bi se ovo vizualizovalo, može se zamisliti da se putuje automobilom i da se želi da se zna pređenu udaljenost (neto promena položaja duž puta). Može se viditi brzina na brzinomeru, ali se ne može videti lokacija. Svake sekunde se može pronaći koliko je daleko automobil prešao koristeći rastojanje = brzina × vreme, množeći trenutnu brzinu (u kilometrima ili miljama na sat) sa vremenskim intervalom (1 sekunda = {\displaystyle {\tfrac {1}{3600}}} sata). Sumirajući sve ove male korake, može se izračunati ukupna pređena udaljenost, a da se nikada ne pogleda van automobila:{\displaystyle {\text{pređeno rastojanje}}=\sum \left({\begin{array}{c}{\text{brzina u}}\\{\text{datom vremenu}}\end{array}}\right)\times \left({\begin{array}{c}{\text{vremenski}}\\{\text{interval}}\end{array}}\right)=\sum v(t)\times \Delta t.} Kako {\displaystyle \Delta t} postaje infinitezimalano malo, sumiranje odgovara integraciji. Dakle, integral funkcije brzine (izvod položaja) izračunava koliko je automobil prešao (neto promena položaja).
Prva osnovna teorema navodi da je svaka količina stopa promene (derivacije) integrala veličine od fiksnog vremena do promenljivog vremena. Nastavljajući gornji primer, ako se zamisli funkcija brzine, ona se može integrisati od vremena početka do bilo kog datog vremena da bi se dobila funkciju udaljenosti čiji je izvod data brzina. (Da bi se dobila poziciju markera autoputa, ovom integralu se mora dodati početna pozicija.)

## Formalne izjave
Postoje dva dela teoreme. Prvi deo se bavi izvodom antiderivata, dok se drugi bavi odnosom antiderivata i određenih integrala.

### Prvi deo
Ovaj deo se ponekad pominje kao prva fundamentalna teorema računa.
Neka je f neprekidna funkcija realne vrednosti definisana na zatvorenom intervalu [a, b]. Neka je F funkcija definisana za svako x u [a, b], sa
{\displaystyle F(x)=\int _{a}^{x}f(t)\,dt.}
Tada je F uniformno neprekidna na [a, b] i diferencibilna na otvorenom intervalu (a, b), i
{\displaystyle F'(x)=f(x)}
za svako x u (a, b) tako da je F antiderivat od f.

### Zaključak
Osnovna teorema se često koristi za izračunavanje određenog integrala funkcije {\displaystyle f} za koju je poznat antiderivat {\displaystyle F}. Konkretno, ako je {\displaystyle f} neprekidna funkcija realne vrednosti na {\displaystyle [a,b]} i {\displaystyle F} je antiderivat od {\displaystyle f} u {\displaystyle [a,b]} onda je
{\displaystyle \int _{a}^{b}f(t)\,dt=F(b)-F(a).}
Zaključak pretpostavlja kontinuitet na celom intervalu. Ovaj rezultat je malo pojačan u sledećem delu teoreme.

### Drugi deo
Ovaj deo se ponekad naziva druga fundamentalna teorema računa ili Njutn-Lajbnicova teorema.
Neka je {\displaystyle f} funkcija realne vrednosti na zatvorenom intervalu {\displaystyle [a,b]} i {\displaystyle F} neprekidna funkcija na {\displaystyle [a,b]} koja je antiderivat od {\displaystyle f} na {\displaystyle (a,b)}:
{\displaystyle F'(x)=f(x).}
Ako je {\displaystyle f} integrabilna po Rimanu na {\displaystyle [a,b]} onda je
{\displaystyle \int _{a}^{b}f(x)\,dx=F(b)-F(a).}
Drugi deo je nešto jači od zaključka, jer ne pretpostavlja da je {\displaystyle f} neprekidna.
Kada postoji antiderivat {\displaystyle F} od {\displaystyle f}, onda postoji beskonačno mnogo antiderivata za {\displaystyle f}, dobijenih dodavanjem proizvoljne konstante na {\displaystyle F}. Takođe, prema prvom delu teoreme, antiderivati za {\displaystyle f} uvek postoje kada je {\displaystyle f} neprekidna.

## Dokaz prvog dela
Za datu funkciju f, definiše se funkcija F(x) kao
{\displaystyle F(x)=\int _{a}^{x}f(t)\,dt.}
Za bilo koja dva broja x1 i x1 + Δx u [a, b], postoji
{\displaystyle {\begin{aligned}F(x_{1}+\Delta x)-F(x_{1})&=\int _{a}^{x_{1}+\Delta x}f(t)\,dt-\int _{a}^{x_{1}}f(t)\,dt\\&=\int _{x_{1}}^{x_{1}+\Delta x}f(t)\,dt,\end{aligned}}}
potonja jednakost proizilazi iz osnovnih svojstava integrala i aditivnosti površina.
Prema teoremi srednje vrednosti za integraciju, postoji realan broj {\displaystyle c\in [x_{1},x_{1}+\Delta x]} takav da je
{\displaystyle \int _{x_{1}}^{x_{1}+\Delta x}f(t)\,dt=f(c)\cdot \Delta x.}
Sledi da je
{\displaystyle F(x_{1}+\Delta x)-F(x_{1})=f(c)\cdot \Delta x,}
i stoga da je
{\displaystyle {\frac {F(x_{1}+\Delta x)-F(x_{1})}{\Delta x}}=f(c).}
Uzimajući granicu kao {\displaystyle \Delta x\to 0,} a imajući u vidu da je {\displaystyle c\in [x_{1},x_{1}+\Delta x],} dobija se 
{\displaystyle \lim _{\Delta x\to 0}{\frac {F(x_{1}+\Delta x)-F(x_{1})}{\Delta x}}=\lim _{\Delta x\to 0}f(c),}
što je, 
{\displaystyle F'(x_{1})=f(x_{1}),}
prema definiciji izvoda, kontinuitetu f i teoremi sažimanja.

## Literatura
- Apostol, Tom M. (1967), Calculus, Vol. 1: One-Variable Calculus with an Introduction to Linear Algebra (2nd изд.), New York: John Wiley & Sons, ISBN 978-0-471-00005-1.
- Bartle, Robert (2001), A Modern Theory of Integration, AMS, ISBN 0-8218-0845-1.
- Leithold, L. (1996), The calculus of a single variable (6th изд.), New York: HarperCollins College Publishers.
- Rudin, Walter (1987), Real and Complex Analysis (third изд.), New York: McGraw-Hill Book Co., ISBN 0-07-054234-1
- Courant, Richard; John, Fritz (1965), Introduction to Calculus and Analysis, Springer.
- Larson, Ron; Edwards, Bruce H.; Heyd, David E. (2002), Calculus of a single variable (7th изд.), Boston: Houghton Mifflin Company, ISBN 978-0-618-14916-2.
- Malet, A.,  Studies on James Gregorie (1638-1675) (PhD Thesis, Princeton, 1989).
- Hernandez Rodriguez, O. A.; Lopez Fernandez, J. M. . "Teaching the Fundamental Theorem of Calculus: A Historical Reflection", Loci: Convergence (MAA), January 2012.
- Stewart, J. (2003), „Fundamental Theorem of Calculus”, Calculus: early transcendentals, Belmont, California: Thomson/Brooks/Cole.
- Turnbull, H. W., ур. (1939), The James Gregory Tercentenary Memorial Volume, London.
- Bourbaki, N. (1974), Algebra, Hermann, Paris; Addison-Wesley Publishing Co., Reading Mass.
- Isaacs, I. Martin (1994), Algebra: A Graduate Course, Brooks/Cole, ISBN 978-0-534-19002-6
- Kashiwara, Masaki; Schapira, Pierre (2006), Categories and sheaves

## Spoljašnje veze
- Hazewinkel Michiel, ур. (2001). „Fundamental theorem of calculus”. Encyclopaedia of Mathematics. Springer.  978-1556080104.